# 三重県道・愛知県道108号木曽岬弥富停車場線
三重県道・愛知県道108号木曽岬弥富停車場線（みえけんどう・あいちけんどう108ごう きそさきやとみていしゃじょうせん）は、三重県桑名郡木曽岬町から愛知県弥富市に至る一般県道である。

## 概要
三重県桑名郡木曽岬町新輪1丁目から愛知県弥富市鯏浦町西前新田に至る。
1994年（平成6年）までは三重県道601号・愛知県道108号木曽岬弥富停車場線だったが、愛知県側の番号に合わせられ108号へ統一された。

### 路線データ
- 起点：三重県桑名郡木曽岬町新輪1丁目
- 終点：愛知県弥富市鯏浦町西前新田（JR東海関西本線・名鉄尾西線 弥富駅前）

## 歴史
- 1959年（昭和34年）12月15日 - 認定。
- 2021年（令和3年）2月16日 - バイパス（三重県桑名郡木曽岬町大字三崎）が開通[1]。

## 路線状況

### 重複区間
- 国道23号（三重県桑名郡木曽岬町大字三崎 - 桑名郡木曽岬町大字富田子）

### 道路施設

#### 橋梁
- 三重県
  - 新緑風橋（鍋田川、桑名郡木曽岬町）

## 地理

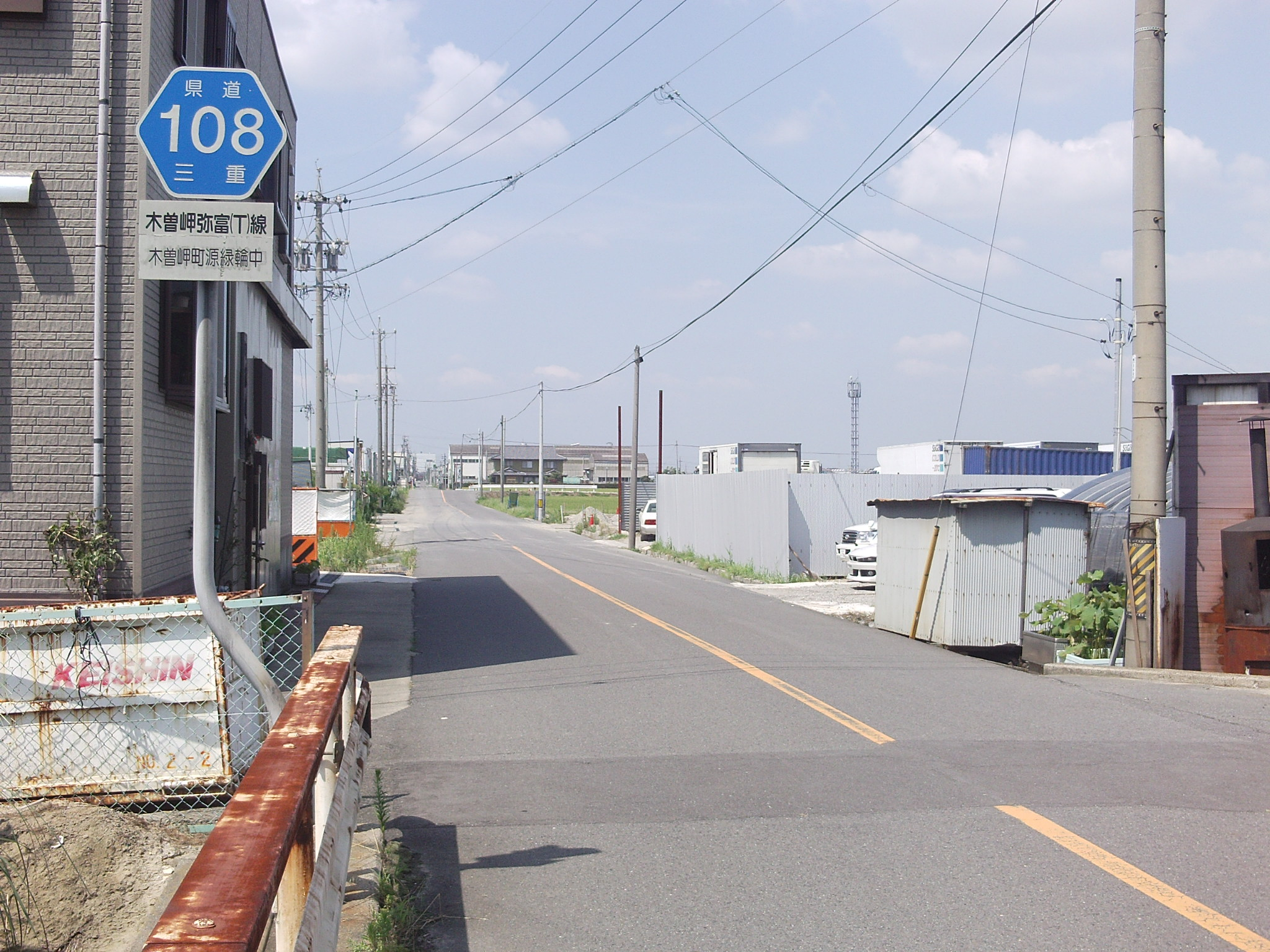
起点（三重県桑名郡木曽岬町源緑輪中）

### 通過する自治体
- 三重県
  - 桑名郡木曽岬町
- 愛知県
  - 弥富市

### 交差する道路
| 交差する道路                     | 都道府県名 | 市町村名 | 市町村名 | 交差する場所   | 交差する場所 |
| -------------------------------- | ---------- | -------- | -------- | -------------- | ------------ |
| 国道23号 / 名四国道 重複区間起点 | 三重県     | 桑名郡   | 木曽岬町 | 大字三崎       |              |
| 国道23号 / 名四国道 重複区間終点 | 三重県     | 桑名郡   | 木曽岬町 | 大字富田子     |              |
| 愛知県道104号新政成弥富線        | 愛知県     | 弥富市   | 弥富市   | 前ケ須町野方   |              |
| 国道1号                          | 愛知県     | 弥富市   | 弥富市   | 前ケ須町南本田 | 前ヶ須交差点 |

### 交差する鉄道
- 近鉄名古屋線

### 沿線
- 木曽岬温泉
- 木曽岬町立木曽岬中学校
- 木曽岬神社
- 木曽岬町立木曽岬小学校
- 木曽岬町役場
  - 木曽岬町立図書館
- 弥富市役所
- 弥富市立桜小学校
- JR東海関西本線・名鉄尾西線 弥富駅
- 近鉄名古屋線 近鉄弥富駅